# Ctenomys haigi
El tucu-tucu patagónico (Ctenomys haigi) es una especie de roedor histricomorfo de la familia Ctenomyidae propia de Sudamérica.  Como otros Ctenomys es subterráneo y por eso poco observado, salvo por el llamado "tucu-tucu" de los machos cerca de las salidas de sus guaridas, especialmente al amanecer. Como la mayoría de las especies del género Ctenomys, C. haigi es solitario, con un adulto por madriguera.  
Es endémico del sudoeste de la Argentina. Su hábitat primario es la estepa patagónica, pero también se la encuentra en la ecorregión de Monte de llanura.

## Subespecies
1. 1 2  Bidau, C. (2016). Ctenomys haigi. The IUCN Red List of Threatened Species 2016: e.T5807A22193246.  Consultado el 28 de marzo de 2021.

Algunos autores reconocen 2 subespecies como válidas:
- Ctenomys haigi haigi Thomas, 1917
- Ctenomys haigi lentulus Thomas, 1917